# 元田賢
元田 賢（もとだ けん）は、日本の実業家。東京都出身。アリアンツ火災海上保険代表取締役社長。一般社団法人外国損害保険協会（FNLIA）会長。

## 人物・経歴
東京都出身。1986年、上智大学経済学部卒業。大学卒業後は丸紅株式会社に入社。
2011年、マックトレーラーリーシーング会長に就任。2012年、ドイツ・ミュンヘンに本社を置く世界最大級の保険グループであるアリアンツ火災海上保険に入社。同年6月、ミヒャエル・マイヒヤーの後任として同社代表取締役社長に就任。また、一般社団法人外国損害保険協会（FNLIA）副会長を経て、同会長も務めた。